# Hubertus Hoffmann

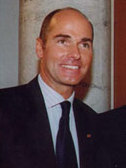
Hubertus Hoffmann (2000)

Hubertus Georg Hoffmann (* 1955 in Göttingen) ist ein deutscher Jurist, Investor und Gründer der internationalen World Security Network Foundation, von Mission Future und der Initiative Codes of Tolerance. Davor war er als Journalist und Medienmanager tätig.

## Leben
Hubertus Hoffmann diente in der Artillerietruppe der Bundeswehr und ist Reserveoffizier. Nach dem Abitur am Ratsgymnasium Goslar studierte Hoffmann mit Stipendien der Konrad-Adenauer- und der Fritz-Thyssen-Stiftung Rechtswissenschaften, Politische Wissenschaften und Neuere Geschichte an der Ludwig-Maximilians-Universität München und der Rheinischen Friedrich-Wilhelms-Universität Bonn. Er schloss sein Studium mit dem Zweiten juristischen Staatsexamen ab. 1985 wurde er bei Karl Dietrich Bracher an der Universität Bonn mit der Dissertation Die Atompartner Washington – Bonn und die Modernisierung der taktischen Kernwaffen. Vorgeschichte und Management der Neutronenwaffe und des Doppelbeschlusses der NATO zum Dr. phil. („summa cum laude“) promoviert.
Von 1978 bis 1983 war er Assistent des Bundestagsabgeordneten Peter Kurt Würzbach (CDU, Würzbach war ab 1982 Parlamentarischer Staatssekretär beim Bundesminister der Verteidigung Manfred Wörner) im Deutschen Bundestag in Bonn und von 1983 bis 1988 Mitarbeiter des Europaabgeordneten Hans-Gert Pöttering (CDU), dem späteren Präsidenten des Europäischen Parlaments, in Brüssel. Von 1986 bis 1988 war Hoffmann Ratsherr seiner Heimatstadt Goslar, er leitete zehn Jahre lang den Fachausschuss für Außen-, Sicherheits-, Europa- und Deutschlandpolitik der CDU in Niedersachsen.
Bereits 1979 hatte er als Student im U.S. Senat in den Büros der Senatoren Sam Nunn (Demokraten) und Gary Hart (Demokraten) gearbeitet und im Mai dieses Jahres in Bonn und Washington, D.C. im Auftrag von Peter Kurt Würzbach einen 162-seitigen Bericht „Armament and Disarmament in the Euronuclear Sphere“ vorgestellt, in dem erstmals die Aufstellung von Pershing II und Cruise-Missiles als Gegengewicht zu den sowjetischen Mittelstreckenraketen SS-20 und eine rüstungskontrollpolitische Nulllösung gefördert wurde. Hoffmann ist Mitbegründer des Dattelner Appells zur Nulllösung in Europa.
1983/84 war er Research Fellow am Center for Strategic and International Studies (CSIS) der Georgetown University in Washington, D.C. 1984 initiierte er das Deutsch-Amerikanische Austauschprogramm für Reserveoffiziere. Er war auch Mitglied des Exekutivkomitees der Interallied Confederation of Reserve Officers (CIOR). 1985 war er Mitautor des Afghanistan-Berichts des EU-Parlaments. 1989 gründete er während des Besuchs von Bundeskanzler Helmut Kohl in Polen den Schlesischen Bauernverband. 1992 stellte er als Vorsitzender der Studiengruppe Baltikum des Eesti Comitee von Tunne Kelam die Vision einer neuen Hanseregion Baltikum inklusive der Oblast Kaliningrad vor.

## Arbeit als Journalist, Medienmanager und Investor
Hoffmann arbeitete von 1988 bis 1990 als Redakteur in der Chefredaktion des ZDF, unter anderem im heute-journal (1988–1990), als Generalbevollmächtigter des Bereiches Privatradio der Verlagsgruppe Georg von Holtzbrinck (1990–1993) und anschließend bis 1995 als Geschäftsführer für Neue Medien der Burda-Verlagsgruppe.
1996 gründete Hoffmann die New Media Digital GmbH und brachte sie in die Loewe-Opta GmbH ein, welche er als Vorstand und Mitgesellschafter restrukturierte, den ersten Internetfernseher Xelox Media 1998 einführte und Loewe an die Börse brachte. Er kaufte seine Internetfirma zurück und brachte sie sieben Monate später als InternetMediaHouse an die Börse. Für seinen Beitrag zu Wachstum und Innovation als Vorstand bei Loewe ehrten ihn Schitag Ernst & Young, SAP und das Manager Magazin als „Finalist Deutscher Unternehmer des Jahres 1998“.
Mit seiner neuen Beteiligungsfirma verteidigte er die Beiersdorf AG im Jahr 2001 erfolgreich gegen den feindlichen Übernahmeversuch von Procter & Gamble ("Hamburger Lösung"), gründete danach die General Capital Group (GCG) mit US Hedgefonds, die von 2005 bis 2007 mehr als drei Milliarden Euro in deutsche Firmen wie Volkswagen, Siemens, BASF und Lanxess investierte.
Seitdem investiert Hoffmann in diverse Firmen im In- und Ausland mit unterschiedlichen Partnern und gründete Internetfirmen in Europa, Silicon Valley und China.

## Publizistische Beiträge
Über seinen langjährigen Mentor Fritz G. A. Kraemer hat er zwei Biographien geschrieben: Fritz Kraemer on Excellence. Missionary, Mentor and Pentagon Strategist (New York 2004) und True Keeper of the Holy Flame. The Legacy of Pentagon Strategist and Mentor Dr. Fritz Kraemer (London/Berlin 2012) mit Beiträgen von Alexander Haig, Henry Kissinger, Donald Rumsfeld, Friedrich Merz, Vernon Walters und Klaus Naumann.
2014 folgte sein internationales Standardwerk „Codes der Toleranz“ (neu: „Liebe ist Toleranz – Codes gegen Hass und Terror“), zuerst in Deutsch (Herder Verlag), später auch in Arabisch (Kairo), Englisch, Polnisch (Mit Vorwort von Erzbischof Alfons Nossol) und Urdu (Pakistan) verlegt.
2021 publizierte Hoffmann 200 Reformvorschläge mit 'Herz und Verstand' in seinem 600 Seiten Buch "Mission Zukunft" ("Mission Future" englische Ausgabe).

## Filme
Hubertus Hoffmann ist Produzent von prämierten Zeitgeist-Filmen:
- "Love is Tolerance" wurde im Lämmle Theater in Los Angeles und in New York 2018 vorgestellt.
- 2024 folgte TOLERANCE! in Berlin mit seiner Frau Yvonne Hoffmann.
- Er war Co-Producer von "Watani My Homeland", nominiert für den Oskar Short-Documentary in 2017[6]; ausgezeichnet mit einem Emmy Award und in der ZDF Fassung als "Das Schicksal der Kinder von Aleppo" mit dem Deutschen Fernsehpreis. Er holte eine Familie mit vier Kindern aus Aleppo in seine Heimatstadt Goslar.
- 2017 wurde auf dem Jewish Film Festival der Film "The Last Supper" gezeigt, die er als Producer unterstützte. Er zeigt das Familien-Essen und die Diskussionen einer jüdischen Familie am Tag der Machtergreifung der Nazis am 30. Januar 1933.
- Davor produzierte und finanzierte Hoffmann populäre Spielfilme mit Sony Picture in LA.

## Kunst
Hoffmann präsentierte seine internationalen Kunstprojekte „The Places and the Globes of Tolerance“ und „The Art of Tolerance“ (darunter Videos und Porträts des Dalai Lama, Malala Yousafzai und Yusuf Islam alias Cat Stevens), auf der Art Cologne und Gallery Weekend Berlin 2017.

## Ehrungen
1981 erhielt er für seine journalistische Arbeit einen Förderpreis der Stadt Goslar (Laudatio: Generalleutnant a. D. Johannes Steinhoff).
Am 25. Juni 1998 ehrten Schitag Ernst & Young, SAP und Manager Magazin Hoffmann als „Finalist Entrepreneur des Jahres“ für „Innovationsgeist und Wachstumsstärke“ als Mitgesellschafter und Vorstand der Loewe Opta TV Holding GmbH.
Bundespräsident Johannes Rau verlieh Hoffmann im Oktober 2000 im Schloss Bellevue das Bundesverdienstkreuz für die „Entwicklung der digitalen Medien in Deutschland“ und „innovative Geschäftsideen“.
2002 erhielt er von Fürst Ferdinand von Bismarck die „Bismarck Medaille in Silber mit Goldenem Eichenlaub.“
Als Gründer des World Security Networks und der Global Tolerance Initiative erhielt Hubertus Hoffmann am 19. Februar 2020 den ersten „Mohammed bin Rashid Al Maktoum Tolerance Award“ der Vereinigten Arabischen Emirate. Der Minister of Tolerance, Sheikh Nayan bin Mubarak Al Nahyan, betonte auf der Preisverleihung in der Oper von Dubai sein Engagement für „kreative Toleranznormen mit seinen Codes der Toleranz, global gefördert durch Bücher, Internet, Filme, Reden und Kunst und sein Vorbild als Kämpfer für Respekt, interreligiösen Dialog, ein friedliches Miteinander und Toleranz.“

## Schriften (Auswahl)
- Atomkrieg – Atomfrieden. Technik, Strategie, Abrüstung. Bernard & Graefe, München 1980, ISBN 3-7637-5190-4.
- Die Atompartner Washington-Bonn und die Modernisierung der taktischen Kernwaffen. Vorgeschichte und Management der Neutronenwaffe und des Doppelbeschlusses der NATO. Bernard & Graefe, Koblenz 1986, ISBN 3-7637-5477-6.
- True Keeper of the Holy Flame. The Legacy of Pentagon Strategist and Mentor Dr Fritz Kraemer. A World Security Network Foundation publication. 2. Auflage, Verlag Inspiration Un Limited, London u. a. 2012, ISBN 978-3-9812110-5-4.
- Codes der Toleranz. Eine Anleitung für Weltverbesserer und Pessimisten, streng Gläubige und freie Geister. Herder, Freiburg / Breisgau 2014, 464 S., ISBN 978-3-451-33373-6
- Mission Zukunft. 200 Reformvorschläge mit Herz und Verstand. Wie wir unsere Demokratien mit Humanität, Kreativität und Effektivität retten. Globalo News Publishing GmbH, Berlin 2021, ISBN 9783981-830-392